# Artikel 12 Sv-procedure
De term artikel 12 Sv-procedure (formeel beklag over het niet vervolgen van strafbare feiten) verwijst naar artikel 12 van het Nederlandse Wetboek van Strafvordering. Dit artikel en enkele erop volgende artikelen bieden aan een rechtstreeks belanghebbende (veelal het slachtoffer) de mogelijkheid zich te beklagen over een beslissing van de officier van justitie om niet tot vervolging over te gaan (of de vervolging te staken) ter zake een strafbaar feit. Een beslissing tot niet-vervolging heet een sepotbeslissing. Het is hiervoor niet noodzakelijk dat deze belanghebbende ook aangifte van het feit heeft gedaan.
Het gerechtshof is bevoegd van een dergelijke vordering kennis te nemen. Als nooit voorlopige hechtenis is gevorderd, of een gerechtelijk vooronderzoek is ingesteld, en dus ook geen ‘kennisgeving van niet verdere vervolging’ in de zin van de artikelen 244 e.v. Sv is betekend, is de beklagtermijn van artikel 12l, lid 2 Sv, niet van toepassing. Voor het indienen van het beklag is dan geen termijn voorgeschreven; normaal is deze termijn drie maanden. Het gerechtshof toetst of een vervolging van verdachte haalbaar zou zijn en of die vervolging opportuun is. Met name de toepassing van het tweede criterium (toetsing aan het opportuniteitsbeginsel) is soms onduidelijk. Oordeelt het gerechtshof dat aan beide criteria is voldaan, dan beveelt zij de vervolging.
Het Openbaar Ministerie is dan verplicht de verdachte te vervolgen. Dat wil zeggen: de zaak voor de bevoegde rechter te brengen en daartoe bewijs te verzamelen. Het Openbaar Ministerie kan na verder onderzoek (nogmaals) beslissen om niet tot vervolging over te gaan, maar alleen indien zo'n beslissing ook wordt bewilligd door het gerechtshof. (artikel 243 Sv, lid 5). De combinatie van artikel 12 en 243 biedt de rechter in een artikel 12 procedure de mogelijkheid om het OM op te dragen omissies in het oorspronkelijk onderzoek te herstellen, zonder direct vervolging te eisen.
In Caribisch Nederland is een vergelijkbare procedure vastgelegd in artikel 15 van het Wetboek van Strafvordering BES. Het klaagschrift dient te worden ingediend bij het Gemeenschappelijk Hof van Justitie.

## Voorbeelden
Voorbeeld van een proces na een succesvolle artikel 12 Sv-procedure:
- De eerste zaak-Geert Wilders (vrijgesproken, itt tweede zaak-Geert Wilders).

Verder voorbeeld van vervolging na een succesvolle artikel 12 Sv-procedure:
- De vervolging van Joris Demmink; het Openbaar Ministerie werd hiertoe in 2014 bevolen door het Gerechtshof Arnhem, na een artikel 12 procedure aangespannen door twee Turkse mannen. Na nader onderzoek heeft het OM het gerechtshof verzocht om toestemming de vervolging te staken. Het hof heeft dat verzoek in 2017 bewilligd.

Voorbeeld van een niet succesvolle artikel 12 Sv-procedure:
- Procedure tegen niet-vervolging Vereniging Martijn, aangespannen door ouders van een seksueel misbruikt kind, die de vereniging beschuldigden van uitlokking en medeplichtigheid.
- Procedure tegen niet-vervolging van de Rabobank als bedrijf, alsook betrokken medewerkers inzake het LIBOR-renteschandaal, aangespannen door Stichting Justitia Distributiva en mr. Gerard Spong.